# Impasse de l'Hôtel-d'Argenson
Impasse de l'Hôtel-d'Argenson je slepá ulice v Paříži v historické čtvrti Marais. Nachází se ve 4. obvodu.

## Poloha
Vstup do průchodu je u domu č. 20 na Rue Vieille-du-Temple.

## Historie
Původní Impasse d'Argenson se nazývala podle paláce, ve kterém bydlela rodina Voyer de Paulmy d'Argenson. Palác nechal postavit markýz Marc René de Voyer de Paulmy d'Argenson (1652–1721), který byl v letech 1718–1720 strážce pečeti Ludvíka XV. V roce 1877 byla ulice přejmenována na Impasse de l'Hôtel-d'Argenson.